# Озерогуллары
Озерогуллары (тур. Özeroğulları) — небольшой бейлик в Киликии с центром в  Озерли, а также огузская династия, основавшая его и правившая им примерно с 1374 по 1516 годы. Бейлик Озерогуллары возник на территориях, ранее принадлежавших Киликийской Армении, и был расположен в буферной зоне между Османской империей и Мамлюкским султанатом. До 1416 года правители бейлика воевали с мамлюками, но после стали их союзниками против османов. В 1516 году, в начале Османо-мамлюкской войны, Киликия была завоёвана османским султаном Селимом I, бейлик стал османским санджаком.

## Происхождение
Сведения об Озерогуллары мало. Небольшой бейлик Озерогуллары в регионе, включавшем города Озерли, Паяс, Искендерун, Дербсак, Эрзинь, был основан Озёр-беем, который прибыл в Киликию вместе с огузской группой племён учок из региона Алеппо. Центром бейлика являлся Озерли. Не известно точно, к какому из племён учок принадлежали Озерогуллары, но, возможно, это было племя кынык или урегир. Происхождение из второго племени предполагает родство Озерогуллары с Рамазаногуллары. Кроме того, два семейства занимали соседствующие территории. Однако Озерогуллары не признавали зависимости от Рамазаногуллары. Так же существуют версии происхождения Озера-бея из племени авшар или дёгеры.

## История
Во время правления в Киликийской Армении Константина IV (1365—1373) окрестности Сиса находились под властью огузских беев Давуда и Абу Бакра, каждый из которых командовал 10 тысячами тюрок. Давуд-бей, предположительно, был главой Озерогуллары. Между королём Константином и беями был договор, по которому последние отправляли в Сис и в соседние крепости продовольствие в обмен на выплату налога. В 1374 году, после убийства Константина IV, его преемником стал Левон VI (1374—1375). Давуд-бей поздравил его со вступлением на престол, отправив дары, а король поблагодарил его. Вскоре после восшествия на престол нового короля между латинянами и армянами в городе возобновились споры. Некоторые армяне призвали Давуда-бея захватить Сис, и он в союзе с другими огузскими вождями осадил город. После трёх месяцев они сняли осаду и заключили мир с королём на условиях старого договора, однако вскоре Сис завоевали мамлюки, а Левон оказался свергнут и пленён.
В 1379 году Озерогуллары были союзниками Рамазаногуллары, когда те победили армию мамлюков под командованием наиба Алеппо Тимурбея в Демиркапы (между Искендеруном и Эрзином). В 1382 году бей Озерогуллары поддержал восстание Дулкадироглу Сули-бея против мамлюков. Мамлюкский наиб Алеппо Елбога, прибывший в регион для подавления мятежа, разорил шатры Озерогуллары и убил много воинов племени. Бей скрылся в лесах Аманоса. В следующем году Озерогуллары напали на Елбогу у перевала Белен, когда тот возвращался из Айаса в Алеппо.
В начале 1410-х годов (возможно, в 1411) Айдогмуш-бей Озерогуллары осадил Антакью в 1411 году и захватил Джан-бея, наиба Антакьи. Но затем Айдогмуша победил Гюндюзоглу Гордю-бей (Гюндузогуллары прибыли в Киликию одновременно с Озерогуллары и основали небольшой бейлик в горах Аманоса). Айдогмуш-бей попал в плен и умер в темнице в Дамаске в 1416 году. В следующем году правитель мамлюков аль-Муайяд Шайх находился в Хомсе, и послы от бея Озерогуллары прибыли к нему с извинениями за нападение на Антакью. Когда затем аль-Муайяд Шейх прибыл в Алеппо, Озероглу Давуд-бей явился к нему лично и согласился предоставлять по требованию деньги и оружие. Мамлюки часто меняли вождей кланов для того, чтобы помешать огузским беям в Чукурова сконцентрировать в своих руках значительную власть и добиться независимости. Мамлюки сталкивали правителей бейликов между собой и вмешивались в их конфликты, обычно поддерживая тех, кто слабее. Известно, что в 1425 году Озерогуллары и Рамазаногуллары воевали между собой и мамлюкский султан Барсбей послал помощь Озерогуллары.
Среди огузских правителей, которые отправились в Каир в 1429 году и заявили о своей лояльности мамлюкскому султану Барсбею, были Рамазаноглу Мехмед-бей и Озероглу Давуд-бей. В 1436 году беи Рамазаноглу, Озероглу и Гюндюзоглу поддержали Караманоглу Ибрагима-бея, когда он пытался отвоевать Кайсери, захваченный Мехмедом-беем Дулкадироглу. В 1439 году Озерогуллары помогли Рамазаноглу Эйлюк-бею в его походе против сына Кары Мусы, бея племени варсак. Между 1445 и 1450 годами Шейх Джунейд, предок Сефевидов, был захвачен Озерогуллары во время побега в Бейликов Джаник и был вынужден отдать все своё имущество.
В битве у реки Джейхан во время Османо-мамлюкской войны (1485—1491) Мекки-бей Озероглу был в мамлюкской армии. Когда в 1516 году Чукурова стала частью Османской империи, земли Озерогуллары (Дёртйол, Пайяс, Искендерун и Арсуз) были преобразованы в единый санджак, а его санджакбеем османы назначили Озероглу Ахмеда-бея. В 1521 году последний снова получил это назначение, в то время как другие члены семьи (два сына Ахмед-бея, Абдулкерим и Угурлу, Шахрух, сын Хусейн-бея Озерогуллары, Мехмед, сын Уркмеза) были владельцами тимаров. В реестре от 927 года Хиджры записан брат Ахмеда-бея санджакбей Сейди-бей, сын которого (тоже по имени Сейди) держал тимар с доходом 8999 акче. В 1522/23 и 1526/27 годах Ахмед-бей снова получил должность санджакбея, уже с доходом в 146 тысяч акче. В дефтере (реестр казны) от 1526 года название санджака Озерской провинции неверно записано османскими клерками как Узейир, Ахмеда-бея они назвали «санджакбей Узейира». В 1526 году в регионе вспыхнуло несколько кызылбашских восстаний, организованных Сефевидами. Подавил их Рамазаноглу Пири Мехмед-бей. В 1529 году восстал, став кызылбашем, Сейди ибн Сейди, племянник Ахмеда-бея. Он убил своего дядю Ахмеда-бея и родственника, Хусейна-бея Озероглу. Собрав около пяти тысяч человек, он разграбил города Беренди (около Джейхана), Айас и Карсизулкадрие. Это восстание так же подавил Рамазаноглу Пири-бей, прибывший из Аданы с 4500 солдатами.
Потомки семьи живут в Дёртьоле (бывшая столица бейлика Озерли) и Пайасе. Озерогуллары не оставили сооружений или вакуфов.